# Лела (Потенца)
Лела (итал. Lella) је насеље у Италији у округу Потенца, региону Базиликата.
Према процени из 2011. у насељу је живело 19 становника. Насеље се налази на надморској висини од 628 м.